# Xande de Pilares
Xande de Pilares, soprannome di  Alexandre Silva de Assis (Rio de Janeiro, 25 dicembre 1969), è un cantante, compositore e chitarrista brasiliano.

## Biografia

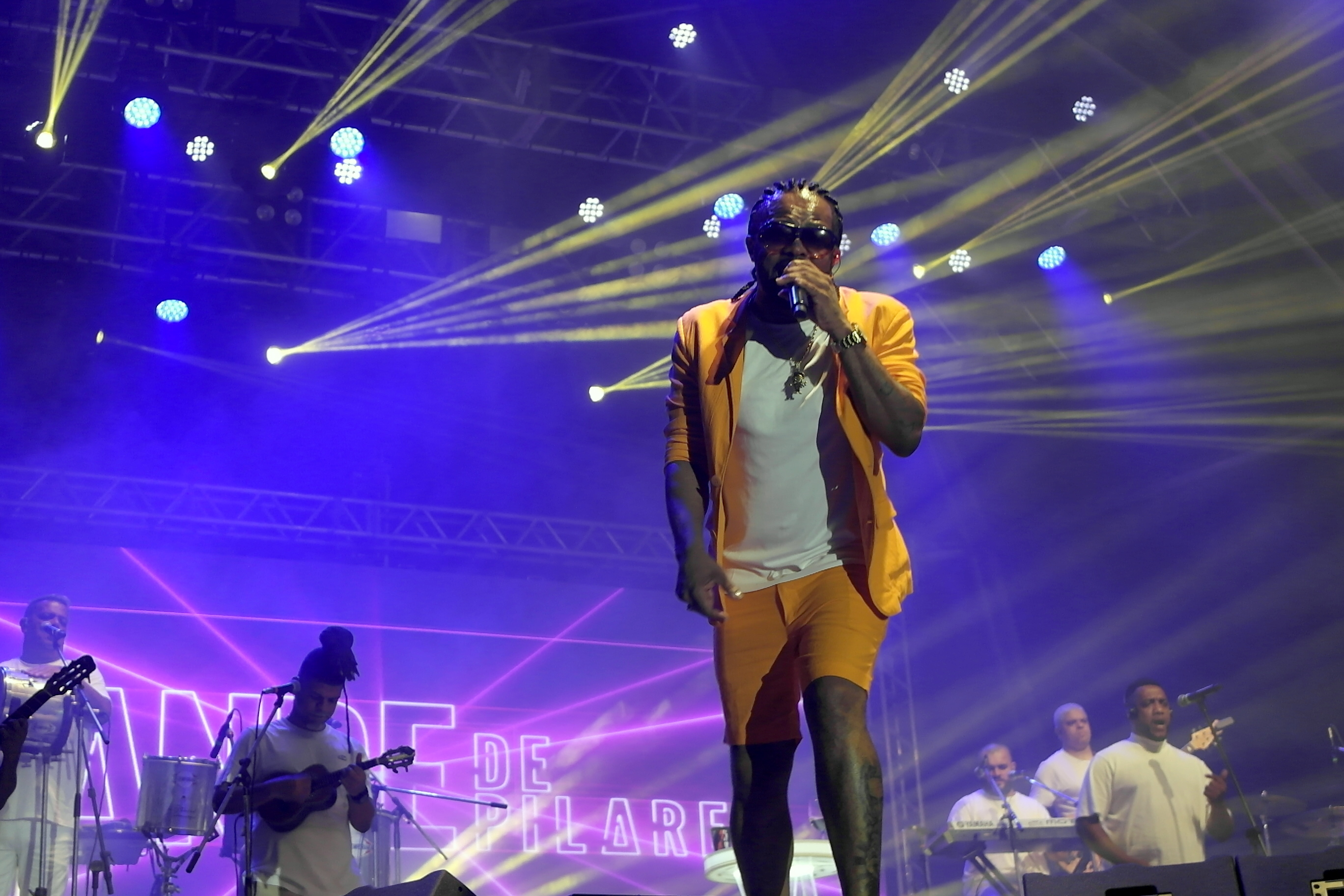
Concerto dal vivo di Xande de Pilares ad Angra dos Reis (2022)

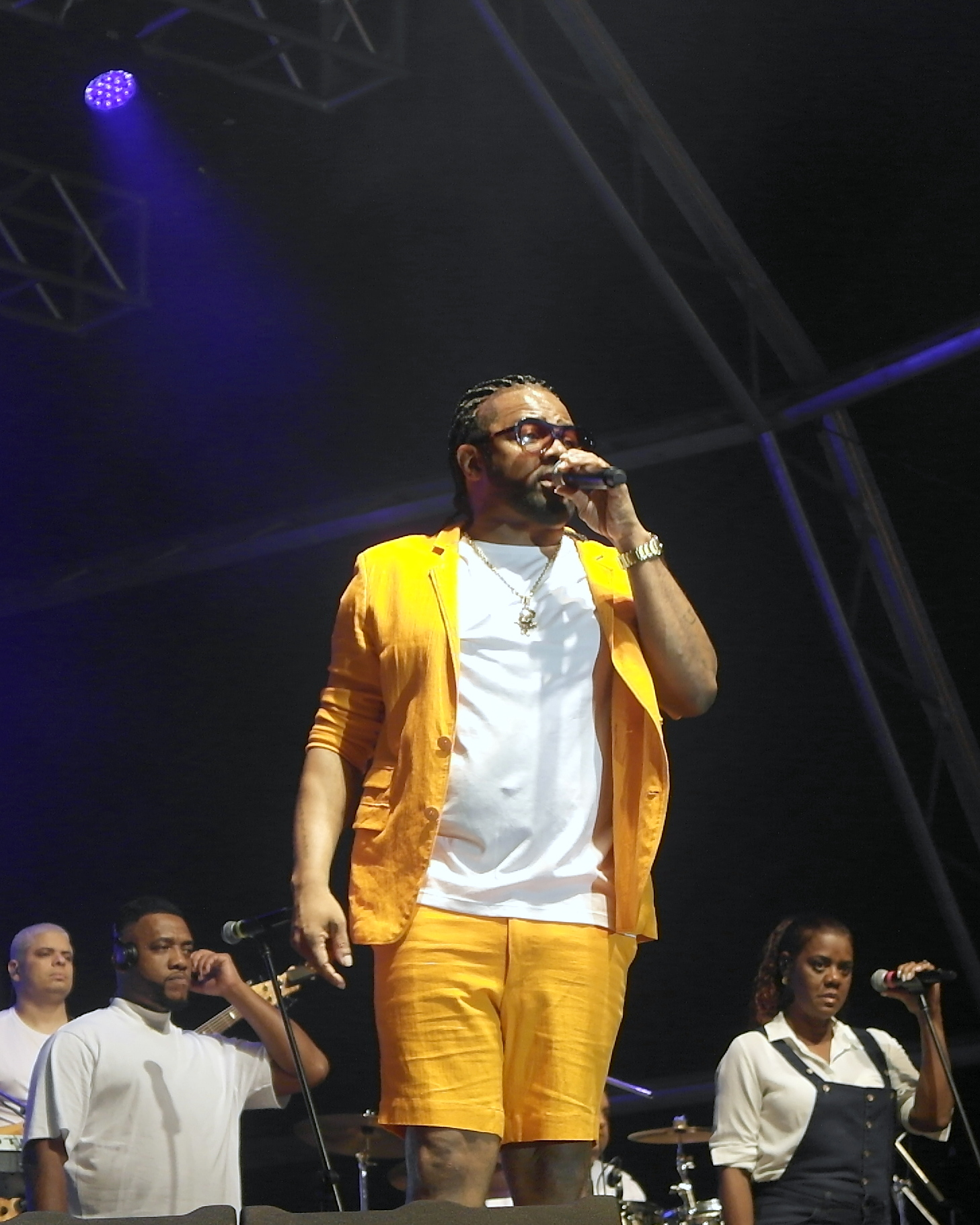
Concerto dal vivo di Xande de Pilares ad Angra dos Reis

È stato a contatto con la musica fin da piccolo, vivendo in una famiglia di strumentisti e ascoltando cantare la madre nei circoli di samba. A dieci anni suonava la chitarra da autodidatta, poi ha imparato a suonare il cavaquinho e ha sviluppato la creatività improvvisando versi con i clown della Folia de Reis.
Nel 1992 ha dato vita al gruppo Revelação, del quale era vocalist oltre che suonatore di cavaquinho, e ha raggiunto il successo commerciale con il disco Revelação ao vivo del 2002. Dopo un’esperienza di animatore in un circolo di samba, nel 2006 ha pubblicato l’album Velocidade da luz, ottenendo un buon riscontro di vendite. L’anno seguente è intervenuto allo spettacolo di Diogo Nogueira che è stato inciso nel DVD Ao vivo, cantando nella traccia Cai no samba, e con il gruppo Revelação ha partecipato alla registrazione del CD e del DVD Citate do Samba dove ha eseguito Fogo de saudade in duetto con Sombrinha. Nel 2012 è stato reclutato da Zeca Pagodinho per incidere la canzone Brincadeira tem hora del DVD O Quintal do Pagodinho; l’anno successivo si è esibito in spettacoli dal vivo e ha registrato Aceita, composta e incisa in coppia con la cantante portoghese Raquel Tavares.
Gaia, a vida em nossas mãos è una sua composizione scelta dalla scuola di samba di Salgueiro per il carnevale del 2014. Nello stesso anno suo il brano Tá escrito, tratto dall’album Ao vivo no morro ed eseguito dai Revelação, è stato scelto dalla Nazionale di calcio brasiliana per la Coppa del Mondo del 2014. Xande de Pilares ha partecipato al XXV Prêmio da Música Brasileira tenutosi al Theatro Municipal di Rio de Janeiro, e la cui registrazione da parte della Universal Music ha dato vita a un CD e a un DVD. L’anno seguente l'artista ha lanciato il CD Perseverança, e ha abbandonato il gruppo Revelação per proseguire la carriera solista. Nel 2017 è stata la volta del CD Esse meninho sou eu in cui fa la comparsa la madre Laura Helena. Tre anno dopo, sempre per la Universal Music, ha pubblicato Nos braços do povo, lavoro a cui hanno collaborato molti musicisti.

## Discografia
- 1999 - Revelação
- 2001 - Nosso samba virou religião
- 2002 - Revelação ao vivo - No Olimpo
- 2003 - Novos tempos
- 2003 - O melhor do pagode de mesa
- 2003 - Sambaba de raiz 3
- 2004 - Ao vivo na palma da mão
- 2006 - Velocidade da luz
- 2007 . Cidade do Samba
- 2007 - Revelação 100%
- 2008 - Aventureiro
- 2009 - Ao Vivo no Morro
- 2010 - Ao Vivo no Morro 2
- 2014 - Um barzinho, um violão – Anos 80
- 2014 - Turnê 25º Prêmio de Música Brasileira
- 2017 - Esse menino sou eu[3]